# Грачиное
Грачиное (каз. Грачиное) — озеро в Кызылжарском районе Северо-Казахстанской области Казахстана. Находится в 20 км к западу от села Архангельское и в 6,5 км к северо-востоку от села Леденево.
По данным топографической съёмки 1940-х годов, площадь поверхности озера составляет 1,19 км². Наибольшая длина озера — 1,4 км, наибольшая ширина — 1,1 км. Длина береговой линии составляет 4,3 км, развитие береговой линии — 1,1. Озеро расположено на высоте 133,3 м над уровнем моря.
Озеро входит в перечень рыбохозяйственных водоёмов местного значения, имеется озёрно-товарное рыбоводное хозяйство.